# Samarbetskommittén för byggnadsfrågor
Samarbetskommittén för byggnadsfrågor (SfB) var en organisation åren 1945 till 1959, som hade två huvuduppgifter, att skapa enhetliga arbetsbeskrivningar för husbyggnader och att bilda ett centralt forum där betydelsefulla frågor inom husbyggnadsverksamheten kunde samlas och utredas.

## Kommittén bildas
Efter ett inledande möte på initiativ av Svenska Arkitekters Riksförbund den 11 september 1945 med representanter för statliga myndigheter och andra sammanslutningar, tog organisationen form. Kommittén konstituerade sig den 27 september 1945. Den bestod av tekn. dr. Ragnar Lindqvist (ordf.) med de två viceordförandena Nils Ahrbom och civilingenjör Anders Ahlén. Ett arbetsutskott hade bildats och bestod av Lindqvist (ordf.), professor Ahrbom, arkitekt Arvid Bjerke, ingenjör Hans Georgii, överste Ernst Lindh, ombudsman Simon Simonson, civilingenjör Evert Strokirk, samt sekreterarna Lars Magnus Giertz och Sten Källenius.
Kungl. Maj:t ställde 50 000 kronor till förfogande framtill 1 juli 1946 och ytterligare 87 000 kronor till nästkommande budgetår.

## SfB-systemet
Ett klassificeringssystem skapades av L M Giertz. Systemet fick sitt namn efter kommittén. Systemet kom att användas i byggnadsbeskrivningar, mängdförteckningar, kostnadsberäkning och i olika bokverk, till exempel AMA-böckerna. 1949 gav Svenska Arkitekters Riksförbund, SAR ut boken Aktuella byggpriser, del I och II. Boken, i form av lösbladssystem, var uppdelad i två delar, vardera omfattande två band. Boken var klassificerad efter SfB-systemet, det vill säga samma system som i ByggAMA och Svensk Byggkatalog.
SfB utkom med första ByggAMA 1950. En revidering påbörjades i Byggnadsstyrelsens regi, men övertogs sedan av det nybildade AB ByggAMA, som gav ut ByggAMA 1960 och ByggAMA 1965. 1959 upplöstes kommittén och ansvaret för SfB-systemet överfördes till Svensk Byggtjänst.
Byggandets Samordning BSAB bildades 1969 som ett moderbolag för Byggandets AMA och Byggandets Datacentral BDC. BDC hade bildats för att arbeta med datorteknik i byggbeskrivningar och kalkyler med mera. Det nyskapade BSAB-systemet infördes 1983 i Byggkatalogen och kom att existera sida vid sida med SfB-systemet.